# Milwaukee Bucks
Milwaukee Bucks là một đội bóng rổ chuyên nghiệp của Mỹ có trụ sở tại Milwaukee. Bucks thi đấu trong Hiệp hội Bóng rổ Quốc gia (NBA) với tư cách là thành viên của phân khu Trung, Liên đoàn Miền Đông của giải đấu. Đội được thành lập vào năm 1968 với tư cách là một đội mở rộng và chơi tại Fiserv Forum. Cựu Thượng nghị sĩ Hoa Kỳ Herb Kohl là chủ sở hữu lâu năm của đội, nhưng vào ngày 16 tháng 4 năm 2014, một nhóm do các nhà quản lý quỹ đầu cơ tỷ phú Wes Edens và Marc Lasry dẫn đầu đã đồng ý mua phần lớn cổ phần của đội từ Kohl, một thương vụ mua bán đã được phê duyệt bởi các chủ sở hữu của NBA và Hội đồng thống đốc của nó một tháng sau đó vào ngày 16 tháng 5. Đội được quản lý bởi Jon Horst, cựu giám đốc hoạt động bóng rổ của đội, người đã tiếp quản từ John Hammond.
Bucks đã giành được hai chức vô địch giải đấu (1971, 2021) ba chức vô địch liên đoàn (Miền Tây: 1971, 1974, Miền Đông: 2021) và 19 chức vô địch phân khu (1971–1974, 1976, 1980–1986, 2001, 2019–2024). Họ có những cầu thủ đáng chú ý như Kareem Abdul-Jabbar, Oscar Robertson, Bob Dandridge, Sidney Moncrief, Bob Lanier, Glenn Robinson, Ray Allen, Khris Middleton, Giannis Antetokounmpo, Jrue Holiday, Damian Lillard cùng những người khác. Abdul-Jabbar và Antetokounmpo đã được vinh danh là Cầu thủ xuất sắc nhất NBA khi chơi cho Bucks, với tổng cộng năm giải thưởng MVP. Cả hai đều là những người chơi duy nhất giành được MVP Chung kết cho đội bóng. Bucks cũng là đội duy nhất đã vô địch khi trực thuộc cả miền Đông và miền Tây.

## Lịch sử đội bóng

### 1968-1969: Lập đội
Vào ngày 22 tháng 1 năm 1968, NBA đã trao nhượng quyền kinh doanh cho Milwaukee Professional Sports and Services, Inc. (Milwaukee Pro), một nhóm do Wesley Pavalon và Marvin Fishman đứng đầu.. Một cuộc thi dành cho người hâm mộ đã được tổ chức để đặt tên cho đội mới, với hơn 40.000 người hâm mộ tham gia. Trong khi mục được người hâm mộ bình chọn nhiều nhất là Robins, được đặt tên cho loài chim của bang Wisconsin, các giám khảo cuộc thi đã chọn lựa chọn phổ biến thứ hai, Bucks, liên quan đến động vật hoang dã chính thức của Wisconsin, hươu đuôi trắng. Một người hâm mộ, R. D. Trebilcox, đã được trao tặng một chiếc xe hơi mới cho phần của anh ấy trong lý do tại sao Bucks là một biệt danh tốt, nói rằng Bucks là "tinh thần, nhảy tốt, nhanh và nhanh nhẹn." Bucks đánh dấu sự trở lại NBA của Milwaukee sau 13 năm; đội trước đó của họ, Hawks, đã chơi trong bốn mùa giải vào đầu những năm 1950 trước khi chuyển đến St. Louis vào năm 1955 (hiện tại họ có trụ sở tại Atlanta). Vào tháng 10, Bucks đã chơi NBA mùa giải đầu tiên của họ với Chicago Bulls trước một đám đông của Nhà thi đấu Milwaukee là 8.467. Như điển hình của các đội mở rộng, mùa giải đầu tiên của Bucks (1968–69) là một cuộc đấu tranh. Chiến thắng đầu tiên của họ đến ở lần thứ sáu khi Bucks đánh bại Detroit Pistons 134–118; họ chỉ giành được thêm 26 trong năm đầu tiên của họ. Năm đó, kỷ lục của Bucks đã mang lại cho họ một đồng xu chống lại người anh em họ mở rộng của họ, Phoenix Suns, để xem ai sẽ nhận được lựa chọn đầu tiên trong bản nháp sắp tới. Nó được coi là một kết luận bỏ qua rằng lựa chọn đầu tiên trong dự thảo sẽ là Lew Alcindor của UCLA. Bucks đã thắng trong vụ lật đồng xu, nhưng phải thắng trong một cuộc chiến đấu thầu với New York Nets của Hiệp hội Bóng rổ Mỹ mới nổi (ABA) để đảm bảo anh t.

### 1969–1975: Thời đại Kareem Abdul-Jabbar

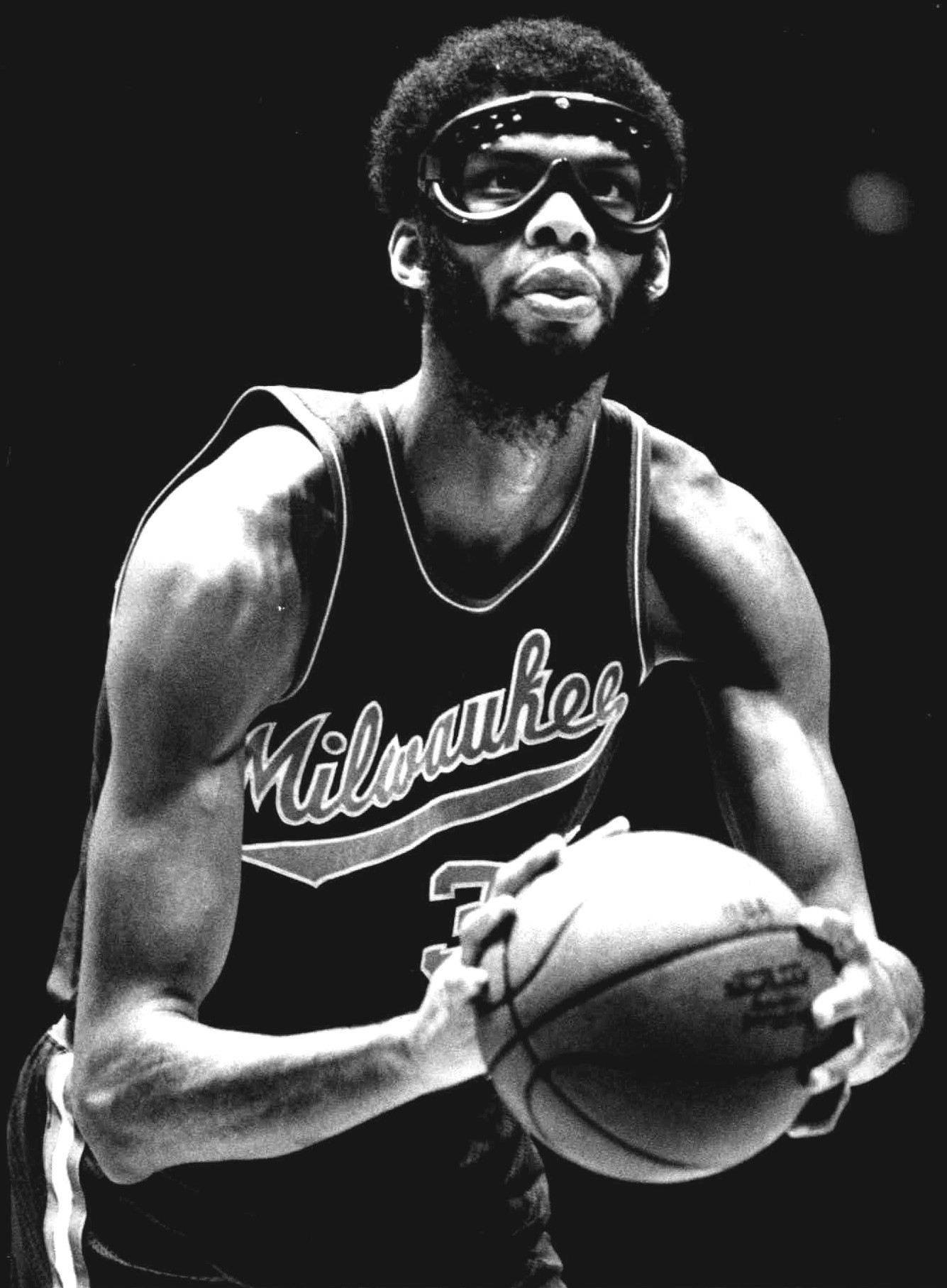
Trong sáu mùa giải của anh ấy với Bucks, Kareem Abdul-Jabbar ghi trung bình 30,4 điểm và 15,3 lần rebounds mỗi trận.

Với sự bổ sung của Alcindor, Bucks đã kết thúc với thành tích 56–26 trong các năm 1969–70, thành tích tốt thứ hai trong giải đấu sau New York Knicks. Thành tích 29 là thành tích tốt nhất trong lịch sử giải đấu - một kỷ lục tồn tại trong mười năm cho đến khi Boston Celtics tăng từ 29 trận thắng trong các năm 1978–79 lên 61 trong các năm 1979–80. Bucks đã đánh bại Philadelphia 76ers trong năm trận ở bán kết Hội nghị miền Đông, chỉ để bị Knicks cử đi năm người trong trận chung kết miền Đông. Alcindor đã được lựa chọn chạy trốn cho NBA Rookie of the Year.

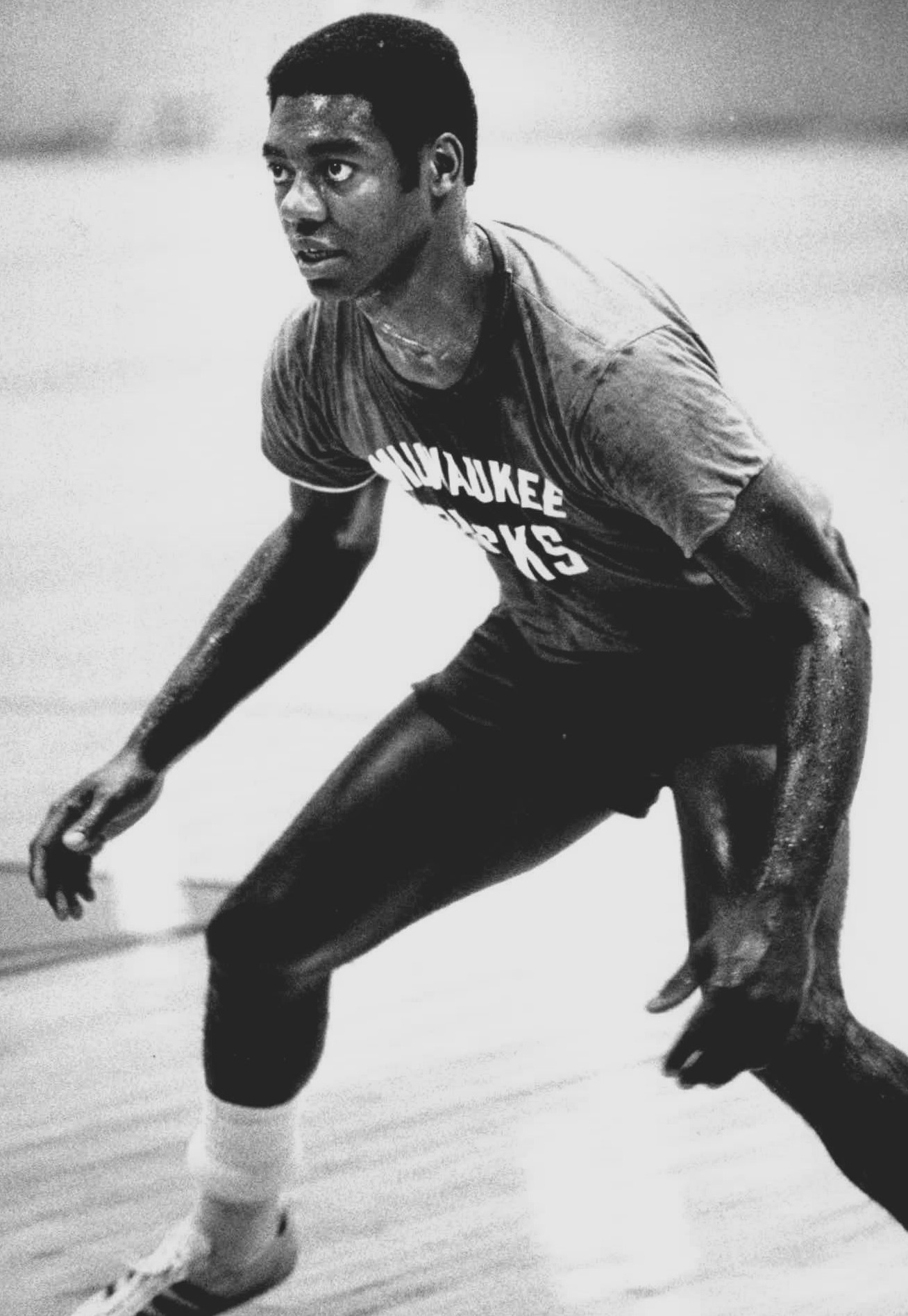
Oscar Robertson là một thành viên của Bucks

Mùa giải tiếp theo, Bucks đổi lấy Oscar Robertson, người bảo vệ Cincinnati Royals để bổ sung cho Alcindor. Sau đó, Bucks kết thúc với tỷ số 66–16, chiến thắng nhiều thứ hai trong lịch sử NBA vào thời điểm đó, và vẫn là một kỷ lục nhượng quyền thương mại. Trong mùa giải thông thường, Bucks đã ghi được kỷ lục 20 trận thắng tại NBA. Ghi thành tích 12–2 ở vòng loại trực tiếp, họ đã giành chức vô địch NBA đầu tiên vào ngày 30 tháng 4 năm 1971, bằng cách vượt qua Baltimore Bullets trong bốn trận. Bằng cách giành chức vô địch chỉ trong mùa giải thứ ba của họ, Bucks trở thành đội mở rộng thực sự nhanh nhất trong lịch sử thể thao Bắc Mỹ để giành chức vô địch.
Bucks vẫn là một cường quốc trong nửa đầu những năm 1970. Năm 1972, Alcindor, người đã cải sang đạo Hồi và đổi tên tư nhân, công khai tuyên bố đổi tên thành Kareem Abdul-Jabbar, và Bucks đã lọt vào trận chung kết đại hội nhưng để thua Los Angeles Lakers tới 6 trận. Năm 1973, họ ghi được mùa giải thứ ba liên tiếp 60 trận thắng, là đội đầu tiên của NBA làm được điều này, nhưng chấn thương dẫn đến việc phải rời khỏi vòng play-off sớm. Bucks đã trở lại trận chung kết NBA năm 1974 với Celtics. Trong sáu của loạt trận, Abdul-Jabbar đã thực hiện cú "móc trời" nổi tiếng của mình trong chiến thắng kép kinh điển. Tuy nhiên, Bucks sau đó đã thua bảy, và không trở lại NBA Finals cho đến năm 2021.
Khi mùa giải 1974–1975 bắt đầu, Abdul-Jabbar bị chấn thương tay và Bucks có khởi đầu 3–13. Sau khi anh ấy trở lại, những chấn thương khác ập đến với đội, đưa họ xuống cuối bảng với thành tích 38-44. Khi mùa giải kết thúc, Abdul-Jabbar tuyên bố rằng anh không còn muốn chơi cho Bucks nữa và muốn chơi ở một thị trường lớn hơn, Los Angeles hoặc New York. Sau khi văn phòng phía trước không thể thuyết phục anh ta ở lại, Bucks buộc phải yêu cầu của Abdul-Jabbar bằng cách giao anh ta cho Lakers vào ngày 16 tháng 6 năm 1975, cho Elmore Smith, Junior Bridgeman, Brian Winters và David Meyers. Giao dịch này đã gây ra một loạt các sự kiện dẫn đến sự thay đổi quyền sở hữu của đội. Chủ sở hữu thiểu số và giám đốc điều hành truyền hình cáp Jim Fitzgerald phản đối giao dịch này và muốn bán cổ phiếu của mình. Mặc dù Fitzgerald là cổ đông đơn lẻ lớn nhất của đội, nhưng ông không sở hữu đủ cổ phần để kiểm soát đội.

### 1976–1979: Chuyển tiếp từ Abdul-Jabbar
Sau thỏa thuận, Bucks đã có một số mùa giải chuyển tiếp, nhưng hầu hết những cầu thủ này sẽ tiếp tục giúp đỡ đội bóng. Sau khi được bán cho Fitzgerald và một số đối tác vào năm 1976, Bucks sẽ bước vào một kỷ nguyên vĩ đại khác. Nó bắt đầu với Don Nelson, người trở thành huấn luyện viên trưởng vào tháng 11 năm 1976 sau khi Larry Costello đột ngột từ chức. Trong bản dự thảo năm 1977, Bucks có ba lượt chọn ở vòng đầu tiên và dự thảo Kent Benson, Marques Johnson và Ernie Grunfeld. Johnson sẽ trở thành một nhân tố chính của Bucks trong nhiều năm tới. Tân binh Sidney Moncrief ra mắt lần đầu tiên vào năm 1979. Don Nelson đã tiếp tục giành được hai giải thưởng Huấn luyện viên của năm tại NBA với Bucks, cả hai trong những mùa giải mà đội đã giành được các chức vô địch, vào năm 1983 và 1985.
Vào ngày 18 tháng 10 năm 1977, Abdul-Jabbar, đang chơi với Lakers, đã đấm Benson trong trận đấu. Abdul-Jabbar bị gãy tay trong quá trình này. Benson đã tỏ ra hung hăng dưới bàn cờ và Abdul-Jabbar, một người có võ thuật đen, bị giật. Abdul-Jabbar bị NBA phạt 5.000 đô la và bỏ lỡ trận tiếp theo. -Jabbar. Sau đó, họ đã giành được chức vô địch Midwest Division vào năm 1980. Sau khi thua Seattle trong trận bán kết, Bucks chuyển đến Central Conference của Eastern Conference.

### 1979–1990: Kỷ nguyên Sidney Moncrief
tại đây, họ sẽ giành được sáu danh hiệu vô địch liên tiếp và có.500 mùa giải trong 11 năm tiếp theo. Trong những năm đó, Bucks đã trở thành ứng cử viên lâu năm của Hội nghị phương Đông, chủ yếu là do sự chơi mạnh mẽ của Moncrief, Marques Johnson, Paul Pressey, Craig Hodges và sự xuất hiện của Terry Cummings, Ricky Pierce và Jack Sikma từ giao dịch với Los Angeles Clippers và Seattle SuperSonics tương ứng. Tuy nhiên, Bucks đã không thể lọt vào vòng chung kết NBA một lần nữa, bị loại bởi Celtics hoặc Sixers mỗi lần.
Trong phần lớn những năm 1970, màu sắc của Bucks là xanh lá cây, đỏ đậm và trắng. Năm 1978, họ thêm nhiều sắc độ xanh khác nhau vào đồng phục, và vào năm 1985, họ loại bỏ màu đỏ khỏi màu áo của đội.
Đáng chú ý đối với Bucks những năm 1980 là vào năm 1983, họ trở thành đội đầu tiên và cho đến năm 2003, đội duy nhất trong lịch sử NBA đánh bại Boston Celtics trong loạt trận playoff có thành tích tốt nhất trong số bảy trận đấu, là đội đầu tiên gặp và đánh bại Michael Jordan trong trận loạt trận playoff (trong năm tân binh của Jordan), và tổ chức NBA cuối cùng của Julius Erving trong NBA Playoffs 1987, trận đấu sẽ chứng kiến Bucks tiến lên với chiến thắng năm trận playoff ở vòng đầu tiên.

#### Quyền sở hữu và thay đổi đấu trường
Năm 1985, Fitzgerald và các đối tác của ông (một trong số đó là Stuart Shadel) quyết định bán Bucks. Fitzgerald đang gặp vấn đề về sức khỏe và một số nhà đầu tư của ông muốn rút lui, còn ông thì quay cuồng với sự thất bại của Sportsvue, một mạng thể thao tiên phong trong khu vực - một thất bại một phần là do bản thân Milwaukee không có dây cáp. Vào thời điểm đó, Milwaukee Arena là đấu trường nhỏ nhất tại NBA, và thành phố không muốn xây mới. Doanh nhân Milwaukee và Thượng nghị sĩ tương lai của Hoa Kỳ Herb Kohl đã mua đồng Bucks sau khi lo ngại rằng các nhà đầu tư ngoại tỉnh có thể mua đội và chuyển nó ra khỏi Milwaukee. Trước khi giao dịch hoàn tất, phát thanh viên Lloyd Pettit và vợ anh, Jane Bradley Pettit, thông báo họ đang quyên góp một đấu trường mới có tên là Trung tâm Bradley. Năm 2003, sau khi cân nhắc việc bán đội bóng, Kohl thông báo rằng ông đã quyết định không bán Bucks cho Michael Jordan và sẽ "tiếp tục sở hữu chúng, cải thiện chúng và cam kết ở lại Wisconsin".
Vào ngày 21 tháng 5 năm 2012, quyền đặt tên của Trung tâm Bradley đã được bán cho Ngân hàng BMO Harris, một bộ phận của Ngân hàng Montreal. BMO Harris đã sáp nhập với Ngân hàng M&I có trụ sở tại Milwaukee một năm trước đó. Sau khi những người thừa kế tài sản Bradley chấp thuận, đấu trường được đổi tên thành "Trung tâm BMO Harris Bradley".